# 仁木長政
仁木 長政（にっき ながまさ、生没年不詳は、戦国時代の武将。伊賀国守護。通称は四郎、左京大夫。仁木友梅は弟とみられる。

## 概略
室町時代、伊賀国の守護には仁木氏が主に任じられてきたが、守護・仁木氏の支配力は弱く、戦国時代の伊賀は国衆らの結ぶ惣国一揆が実質的に支配していた。長政の時代においてもそれは同様だった。
永禄2年（1559年）7月、「伊賀仁木殿」が三好長慶と結んでいる（『春日社家日記抄』）。
永禄5年（1562年）7月、「仁木四郎」が神馬2頭を近江国日吉社礼拝講の国役として進上（『御礼拝講之記』）。この四郎は長政と考えられる。
永禄8年（1565年）5月19日、将軍・足利義輝が三好軍により殺害され（永禄の変）、義輝の弟の覚慶（のちの義昭）は興福寺に幽閉された。7月28日に覚慶は興福寺を脱出して甲賀の和田惟政の屋敷に入ったが、その途上の伊賀国阿拝郡土橋にて、覚慶は長政とみられる「伊賀屋形」から饗応を受けた（『享禄天文之記』）。
『永禄六年諸役人附』（1563年）や『光源院殿御代当参衆幷足軽以下覚書』の永禄10年（1567年）頃の記録に、外様衆として「仁木左京大夫長政」の名があり、在国先は丹波とある。これは誤りであるか、あるいは長政は当時丹波に在国していたとも考えられる。
永禄11年（1568年）3月、長政は伊賀国内で新城を築城しており、それにあたって吉田兼右に地鎮祈念を依頼している（『兼右卿記』）。長政が丹波に在国していたのであれば、足利義昭の上洛計画に合わせて一時的に伊賀に下向し、自らの居城を築いたとも考えられる。
この後の長政の動向ははっきりしないが、永禄12年（1569年）7月に滝川一益を通じて織田信長に降った「仁木」（『新津秀三郎氏文書』）や、天正元年（1573年）9月に泉涌寺舎利殿再建のための資金の奉加を求められた「仁木」（『壬生家四巻之日記』）が長政とも考えられる。また、天正2年（1574年）11月2日付の高倉神社棟札に「仁木殿長政」とあり、棟札に対応する墨書には「御屋形様」とある。
長政に代わりその弟とみられる友梅の名が史料に現れるようになり、天正9年（1581年）の伊賀平定後、友梅は織田信雄に取り立てられている。また、天正8年（1580年）12月、伊賀に下向した吉田兼見に対し「仁木殿」の親類が在京の望みを伝えている様子が見える。